# Châtelet (stacja metra)
Châtelet – stacja linii 1, 4, 7, 11 i 14 metra w Paryżu, położona na granicy 1. i 4. dzielnicy. W przypadku linii 11 jest to stacja końcowa.

## Stacja

Plan kompleksu stacji Châtelet, dworca Gare du Châtelet – Les Halles i stacji Les Halles

Stacja została uruchomiona w 1900 roku, na linii 1. W 1908 roku została połączona z nowo wybudowaną stacją linii 4. W 1934 roku stację połączono z funkcjonującą dotychczas oddzielnie (od 1926) stacją Pont Notre-Dame – Pont au Change linii 7. Od 1935 roku do stacji Châtelet dociera linia 11. Połączenie z dworcem kolejki RER Gare du Châtelet – Les Halles stacja otrzymała w 1977 roku. W 1998 zaś otwarto tu stację linii 14. Perony linii 1 przeszły w 2009 roku renowację (w tym podwyższenie) w ramach automatyzacji linii.
W 2009 była to 8. najpopularniejsza stacja w paryskim metrze, z 14,4 mln pasażerów rocznie.
Posiada pięć jednonawowych hal peronowych z dwoma peronami bocznymi każda (linie 1, 4, 7 i 14) lub jednym peronem bocznym i jednym wyspowym, dwukrawędziowym (linia 11).
Poszczególne hale są położone w dwóch grupach. Pod Place du Châtelet znajdują się stacje linii 7 i 11, a bardziej na północ leżą stacje linii 1, 4 i 14. Obie części łączy długi korytarz z ruchomym chodnikiem. Ruchomy chodnik łączy także stację z dworcem Gare du Châtelet – Les Halles kolei aglomeracyjnej RER i za jego pośrednictwem ze stacją linii 4 Les Halles.
Jedno z wejść na stację, zaprojektowane w 1900 roku przez Hectora Guimarda, jest od 29 maja 1978 wpisane na listę zabytków.
Nazwa stacji pochodzi od położonego nad nią placu – Place du Châtelet. Ten zaś upamiętnia swą nazwą stojący tu niegdyś Grand Châtelet – zamek, pierwotnie o funkcjach obronnych, później więzienie. Zburzony w 1808 roku.

## Przesiadki
Stacja umożliwia przesiadki na autobusy dzienne RATP i nocne Noctilien.

## Obecność w kulturze
Nazwa stacji pojawia się w tytule komiksu Stacja Châtelet, kierunek Kasjopeja (fr. Métro Châtelet direction Cassiopée) z serii Valerian.

## Galeria

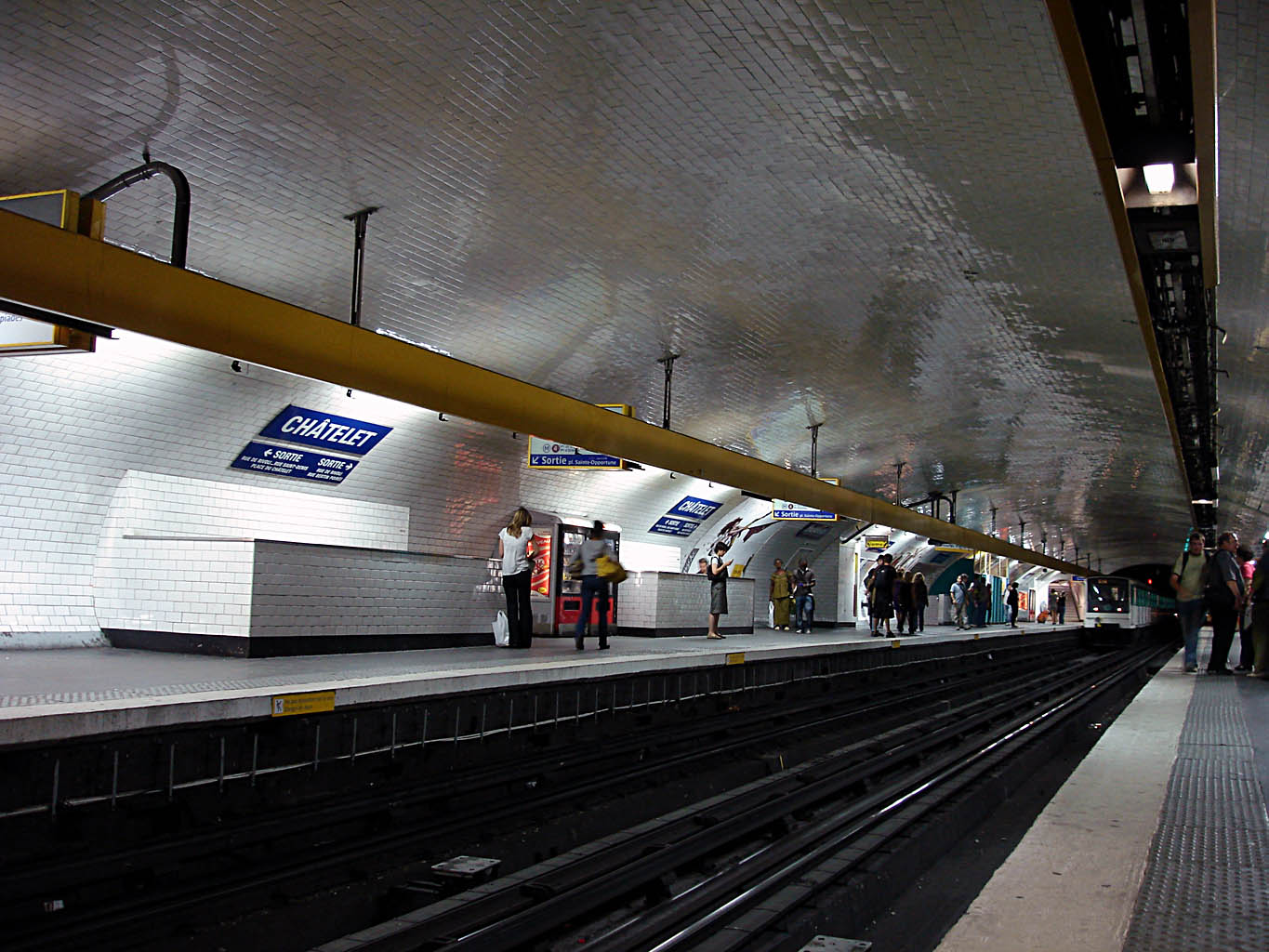
Stacja linii 1.
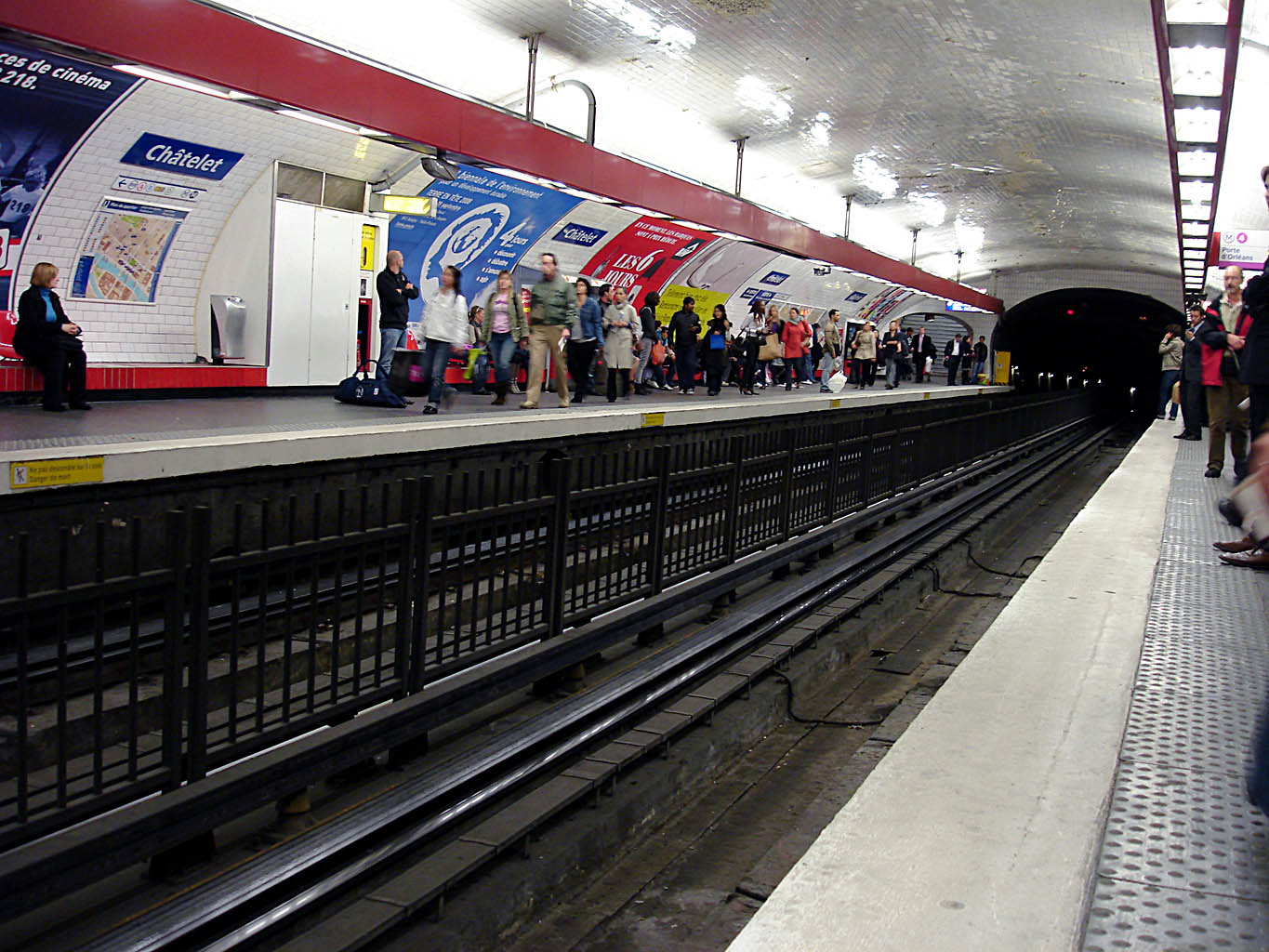
Stacja linii 4.
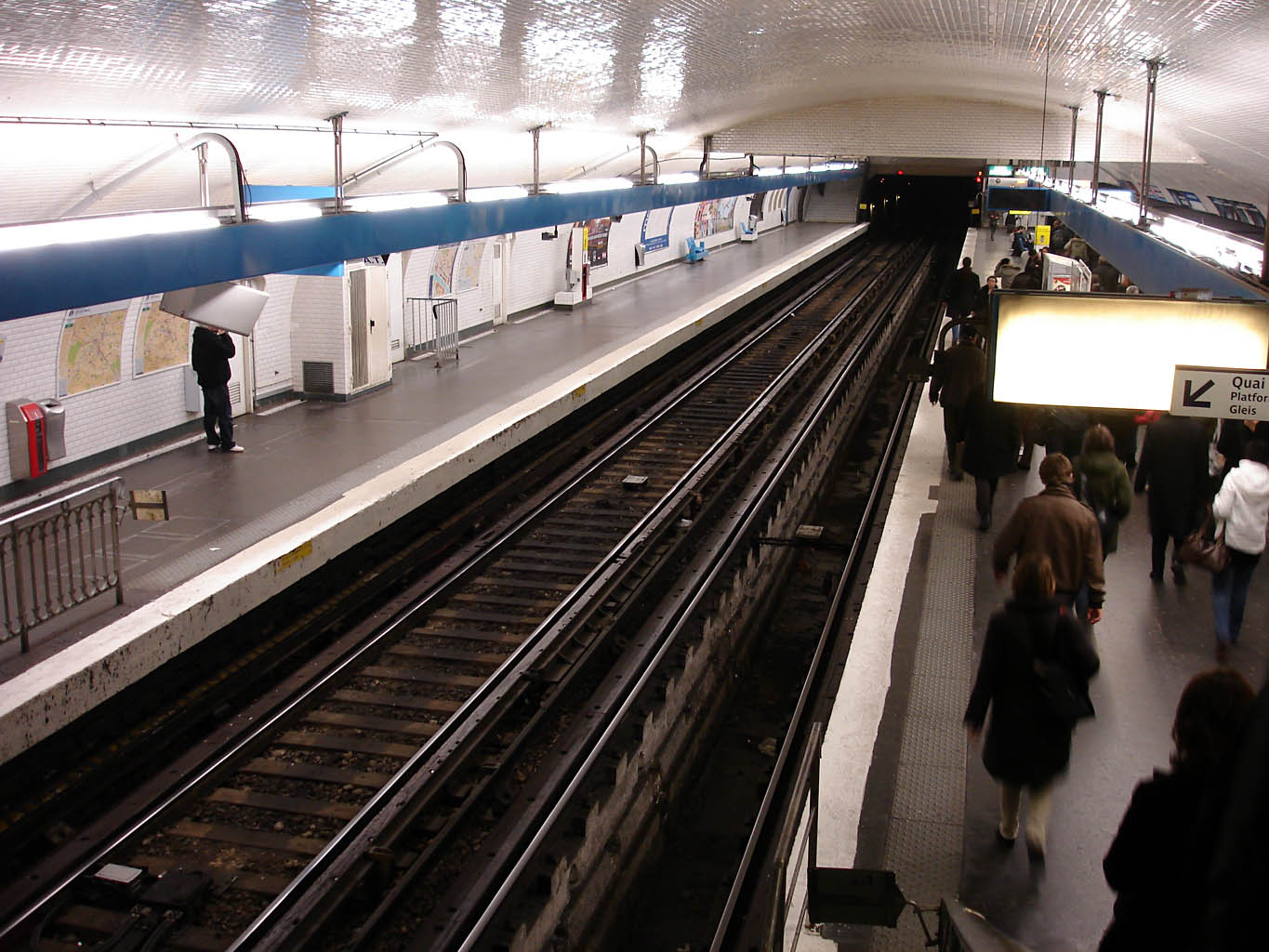
Stacja linii 11.
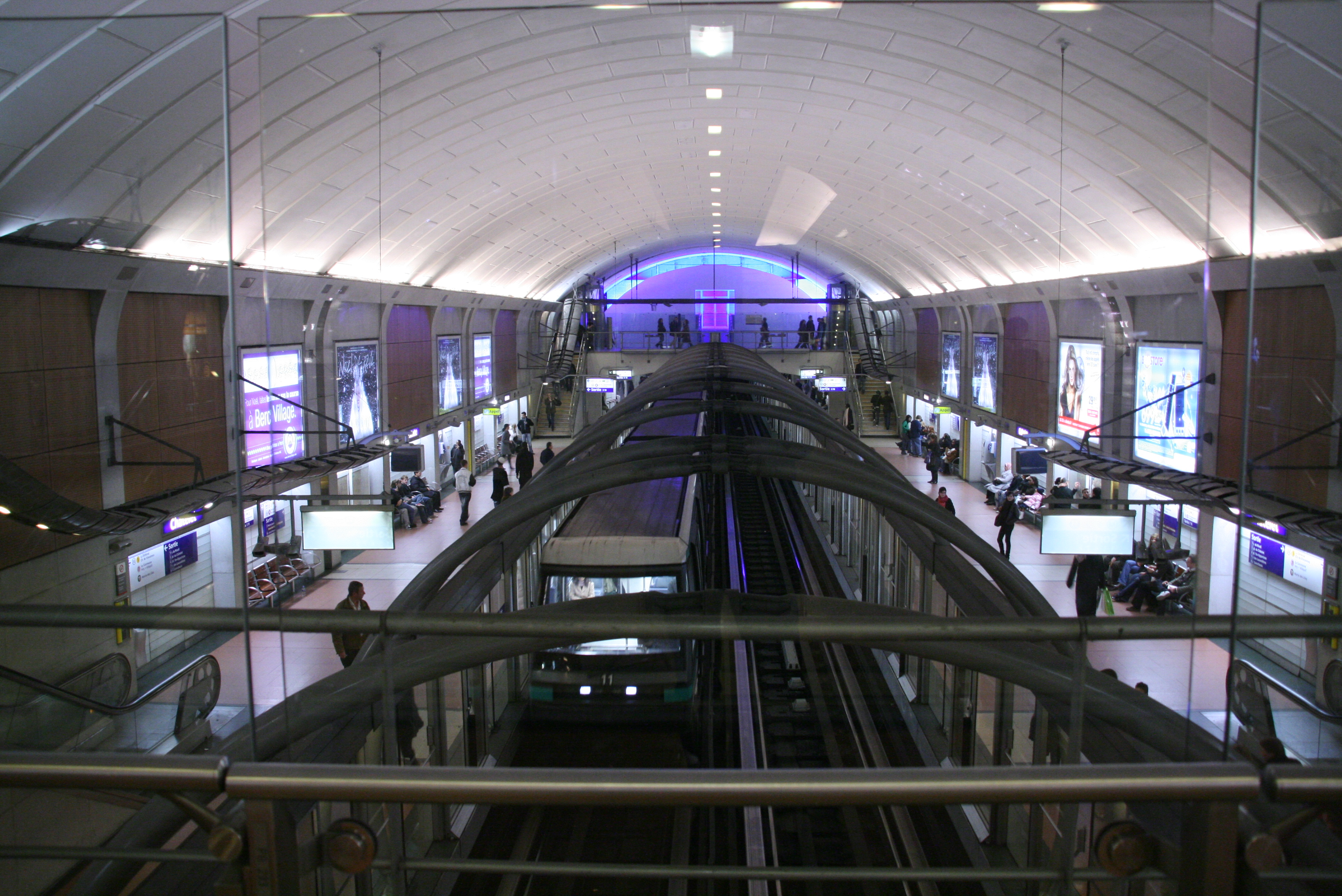
Stacja linii 14.
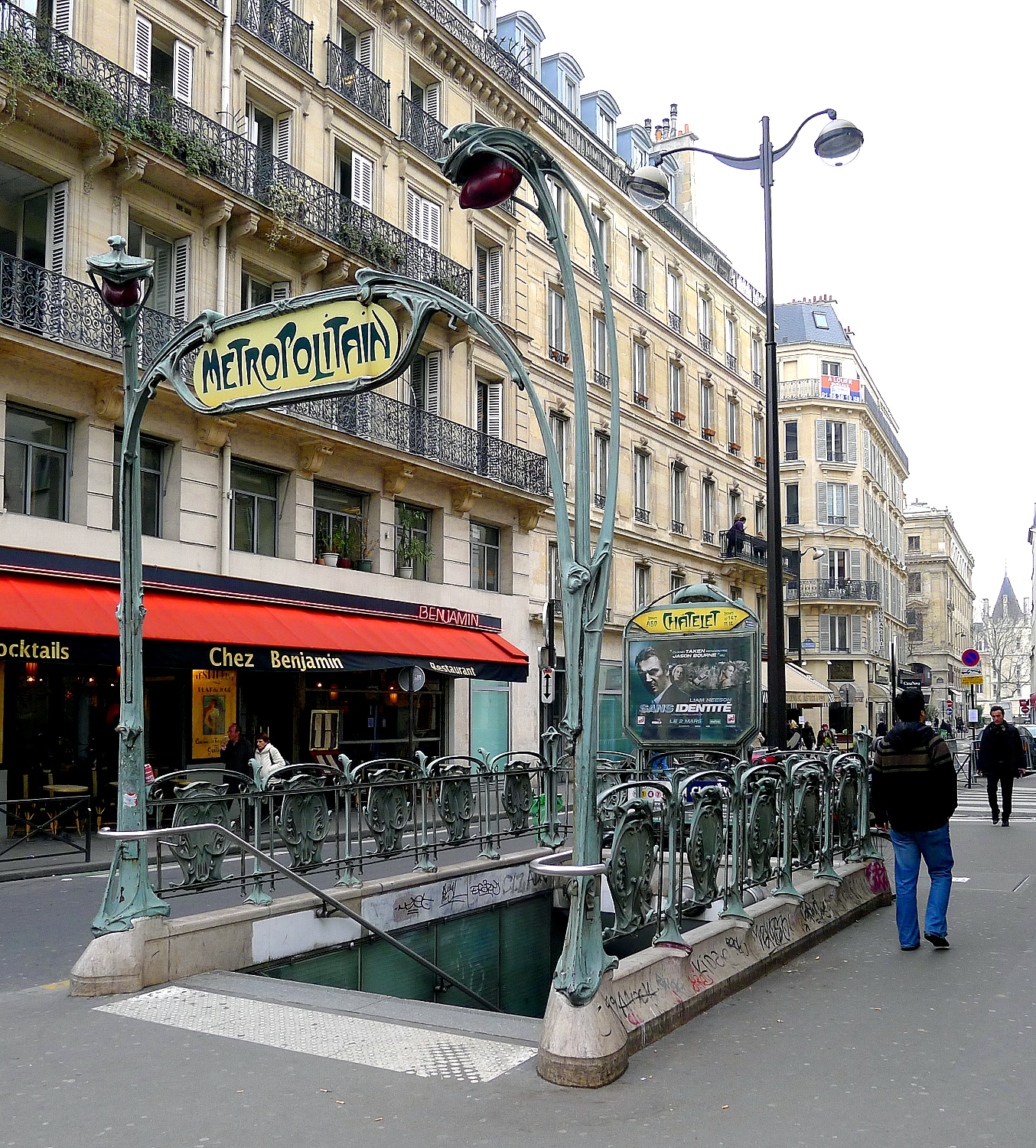
Zabytkowe wejście na stację.